# Plagiochila wightii
Plagiochila wightii là một loài rêu trong họ Plagiochilaceae. Loài này được Nees ex Lindenb. mô tả khoa học đầu tiên năm 1840.
Danh pháp khoa học của loài này chưa được làm sáng tỏ. 